# Mateo Aymerich
Pour les articles homonymes, voir Aymerich.
Mateo Aymerich, né le 27 février 1715 à Bordils et mort en 1799 à Ferrare, est un savant jésuite d'origine catalane.

## Biographie
Entré très jeune dans la Compagnie de Jésus, il est dans un premier temps professeur dans les collèges de Barcelone et de Cervera. C'est de cette première période que datent ses travaux philosophiques, tout à fait dans l'esprit du courant « novantique » alors commun chez les Jésuites. Il est ensuite nommé chancelier de l'université de Gandía, lorsqu'est édicté l'ordre d'expulsion des Jésuites des provinces espagnoles (1761). Il part alors en Italie, s'établit à Ferrare, où il publie de nombreuses œuvres savantes.

## Œuvres
- Prolusiones philosophicae seu verae et germanae philosophiae effigies, criticis aliquot orationibus et declamationibus adumbrata, Barcelone, Pablo Nadal, 1756 ;
- Nomina et Acta episcoporum Barcinonensium (Barcelone, 1760) ;
- Quinti Moderati Censorini de vita et morte linguae latinae paradoxa philologica criticis nonnullis dissertationibus exposita asserta et probata (Ferrare, 1780) ;
- Specimen veteris Romanae litteraturae deperditae vel adhuc latentis, seu Syllabus historicus (Ferrare, 1784) ;
- Novum lexicon historicum et criticum antiquae Romanae litteraturae vel latentis, ac Romanorum eruditorum qui ea floruerant ab urbe condita ad Honorii Augusti interitu (Bassano, 1787).